# Cellule de crise (émission de télévision)
Ne doit pas être confondu avec Cellule de crise.
Cellule de crise est une émission de télévision française créé en 2016, présentée par Julian Bugier depuis 2017 et diffusée principalement en seconde partie de soirée sur France 2. L'émission invite le téléspectateur à revivre un moment précis de l'histoire récente.

## Concept
En allant voir derrière le rideau du pouvoir, l'émission entend offrir une réflexion sur l'exercice de l'État et sur l'évolution de la gestion de crise. Un décryptage méticuleux accompagné d’une contre-enquête.
Elle montre les prises de décisions quand la pression monte brusquement, quand les enjeux deviennent vitaux. Elle présente les hommes et les femmes de l'ombre, les jeux de pouvoirs ainsi que les stratégies de communication.

## Historique
En juillet 2017, Julian Bugier est annoncé comme successeur de David Pujadas à la présentation de l'émission.

## Liste des émissions

### Saison 1 (2016)
| N° | Date de diffusion | Titre                                                 | Sujet                               | Réalisateur         | Audience moyenne | Audience moyenne | Réf.  |
| N° | Date de diffusion | Titre                                                 | Sujet                               | Réalisateur         | Téléspectateurs  | PDM              | Réf.  |
| -- | ----------------- | ----------------------------------------------------- | ----------------------------------- | ------------------- | ---------------- | ---------------- | ----- |
| 1  | 3 janvier 2016    | Attentats 2015 : dans le secret des cellules de crise | Attentats de janvier 2015 en France | Christophe Widemann | 1 870 000        | 13,7 %           | [ 2 ] |

### Saison 2 (2016-2017)
| 1 | 2 octobre 2016  | Mali : les secrets d'une guerre contre le terrorisme   | Opération Serval                                              | Claire Tesson Jean-Marc Philibert | 626 000   | 7,3 % | ,     | 2 | 8 novembre 2016 | 13 novembre : quand la France vacille | Attentats du 13 novembre 2015 en France | Caroline Benarrosh Mikaël Guedj | 2 391 000 | 10,1 % | [ 5 ] |
| 3 | 12 février 2017 | De Paris à Fukushima, les secrets d'une catastrophe    | Accident nucléaire de Fukushima                               | Linda Bendali                     | 1 175 000 | 9,5 % | [ 6 ] |   |                 |                                       |                                         |                                 |           |        |       |
| 4 | 19 mars 2017    | Salah Abdeslam, la traque de l'ennemi public numéro un | Traque de Salah Abdeslam après les attentats de novembre 2015 | Pauline Liétar                    | 678 000   | 6,2 % | [ 7 ] |   |                 |                                       |                                         |                                 |           |        |       |

### Saison 3 (2017-2018)
| 1 | 27 août 2017     | Diana, l'onde de choc                                  | Mort de Diana Spencer                                                                            | Mikaël Guedj      | 952 000 | 9 %   | [ 8 ]  |   |                 |                                  |                                                    |               |         |       |  |
| 2 | 26 novembre 2017 | Catastrophes climatiques : un temps de retard          | Catastrophes météorologiques en France : Lothar et Martin en 1999, Xynthia en 2010, Irma en 2017 | Nolwenn Le Fustec | 792 000 | 6,8 % | [ 9 ]  | 3 | 21 janvier 2018 | Pandémies : la traque planétaire | Épidémies en France : SRAS en 2003 et H1N1 en 2009 | Linda Bendali | 858 000 | 7,1 % |  |
| 4 | 8 mai 2018       | Face à la rue : 1968-2018 : des barricades aux émeutes | Mai 68, mouvements de contestations en France en 2018                                            | Mikaël Guedj      |         |       | [ 10 ] |   |                 |                                  |                                                    |               |         |       |  |
| 5 | 22 mai 2018      | Comment faire face au retour des djihadistes ?         | Lutte anti-terroriste en France de 2013 à 2018                                                   | Claire Tesson     | 713 000 | 9,9 % | [ 11 ] |   |                 |                                  |                                                    |               |         |       |  |

### Saison 4 (2018-2019)
| N° | Date de diffusion | Titre                                                          | Sujet                          | Réalisatrice                      | Audience moyenne | Audience moyenne | Réf.   |
| N° | Date de diffusion | Titre                                                          | Sujet                          | Réalisatrice                      | Téléspectateurs  | PDM              | Réf.   |
| -- | ----------------- | -------------------------------------------------------------- | ------------------------------ | --------------------------------- | ---------------- | ---------------- | ------ |
| 1  | 27 novembre 2018  | Lait contaminé : au cœur de l'affaire Lactalis                 | Affaire Lactalis               | Nolwenn Le Fustec                 | 503 000          | 7,3 %            | ,      |
| 2  | 23 avril 2019     | La traque de Rédoine Faïd, l'homme le plus recherché de France | Traque de Rédoine Faïd en 2018 | Stenka Quillet Marianne Kerfriden | 600 000          | 8,6%             | [ 14 ] |

Légende :
- Les plus hauts chiffres d'audience
- Les plus bas chiffres d'audience

### Saison 5 (2020)
| N° | Date de diffusion | Titre                                                           | Sujet                                     | Réalisatrice      | Audience moyenne | Audience moyenne | Réf. |
| N° | Date de diffusion | Titre                                                           | Sujet                                     | Réalisatrice      | Téléspectateurs  | PDM              | Réf. |
| -- | ----------------- | --------------------------------------------------------------- | ----------------------------------------- | ----------------- | ---------------- | ---------------- | ---- |
| 1  | 6 janvier 2020    | Cette semaine où les « Gilets jaunes » ont fait vaciller l'État | mouvement des Gilets jaunes               | Nolwenn Le Fustec |                  |                  |      |
| 2  | 2 mars 2020       | Espions et pirates informatiques : la cyberguerre est déclarée  | Cyberattaques (TV5 Monde, NotPetya, etc.) | Claire Tesson     |                  |                  |      |

### Saison 6 (2020-2021)
| N° | Date de diffusion | Titre                               | Sujet | Réalisatrice       | Audience moyenne | Audience moyenne | Réf. |
| N° | Date de diffusion | Titre                               | Sujet | Réalisatrice       | Téléspectateurs  | PDM              | Réf. |
| -- | ----------------- | ----------------------------------- | ----- | ------------------ | ---------------- | ---------------- | ---- |
| 1  | 4 mai 2021        | L'histoire secrète de la résistance |       | Caroline Bennarosh |                  |                  |      |

## Hors-séries
Le 4 juin 2019, France 2 diffuse en prime-time un numéro hors-série de Cellule de crise, à l'occasion du 75e anniversaire du débarquement de Normandie, intitulé « L'histoire secrète du débarquement ».
| N° | Date de diffusion | Titre                              | Événement                                      | Réalisateur  | Audience moyenne | Audience moyenne | Réf. |
| N° | Date de diffusion | Titre                              | Événement                                      | Réalisateur  | Téléspectateurs  | PDM              | Réf. |
| -- | ----------------- | ---------------------------------- | ---------------------------------------------- | ------------ | ---------------- | ---------------- | ---- |
| 1  | 4 juin 2019       | L'histoire secrète du débarquement | Débarquement de Normandie, opération Fortitude | Mikaël Guedj | 2 706 000        | 12,3 %           | ,    |